# Adolph Bandelier
Adolph Francis Alphonse Bandelier (6 de agosto de 1840 – 18 de marzo de 1914) fue un arqueólogo estadounidense.

## Biografía
Bandelier nació en Berna, Suiza. En su juventud, emigró a los Estados Unidos con su familia, que se estableció en Highland, Illinois, una comunidad establecida por otros inmigrantes suizos. Trabajó infelizmente en el negocio familiar cuando era joven. Conoció al antropólogo pionero Lewis Henry Morgan de Nueva York, quien sirvió como su mentor cuando Bandelier recurrió a la erudición. En particular, emprendió trabajos arqueológicos y etnológicos entre los nativos americanos del suroeste de los Estados Unidos, México y América del Sur.
Comenzando sus estudios en Sonora (México), Arizona y Nuevo México, Bandelier se desarrolló como la principal autoridad en la historia de esta región. Con F. H. Cushing y sus sucesores, se convirtió en una de las principales autoridades en su civilización prehistórica, en un momento en que la arqueología y la etnología eran nuevos campos de estudio.
En 1892 Bandelier dejó el suroeste para viajar y realizar investigaciones en Ecuador, Bolivia y Perú, donde continuó las investigaciones etnológicas, arqueológicas e históricas. En el primer campo estuvo en una parte de su trabajo relacionada con la Expedición Arqueológica Hemenway. En la segunda trabajó para Henry Villard de Nueva York y para el Museo Americano de Historia Natural de la misma ciudad. Bandelier había demostrado la falsedad de varios mitos históricos, especialmente en sus conclusiones sobre la civilización inca del Perú.
Mientras trabajaba con el pueblo  Isleta en Nuevo México, Bandelier trabó algunas amistades que duraron toda su vida . Entre ellos se encontraba el misionero nacido en Francia, el padre Anton Docher, que había servido al pueblo Tiwa desde 1891 y era conocido como el Padre de Isleta. Otro fue el periodista y escritor estadounidense Charles Fletcher Lummis, quien también escribió sobre etnología. Lummis viajó con Bandelier por un tiempo en América del Sur, antes de regresar a su base en Los Ángeles.
En 1911, el Instituto Carnegie de Washington le encargó el estudio de los archivos españoles que describían a las poblaciones indias, particularmente en Sevilla.
En 1913, regresó a Europa por última vez para estudiar los archivos españoles relacionados con la colonización hispana, pero murió a la edad de 73 años.

## Publicaciones
- Harvard University, Peabody Museum of American Archaeology and Ethnology, Annual Reports, 1877, 1878, 1879:
  - On the Art of War and Mode of Warfare of the Ancient Mexicans
  - On the Distribution and Tenure of Lands and the Customs with respect to Inheritance among the Ancient Mexicans
  - On the Social Organization and Mode of Government of the Ancient Mexicans
- From the Papers of the Archaeological Institute of America, American Series, constituting vols. i.-v.:
  - Historical Introduction to Studies among the Sedentary Indians of New Mexico, and Report on the Ruins of the Pueblo of Pecos (1881)
  - Report of an Archaeological Tour in Mexico in 1881 (1884)
  - Final Report of Investigations among the Indians of the South-western United States (1890—1892, 2 vols.)
  - Contributions to the History of the South-western Portion of the United States carried on mainly in the years from 1880 to 1885 (1890)
- "The Romantic School of American Archaeologists" (New York Historical Society, 1885)
- The Gilded Man (El Dorado) and other Pictures of the Spanish Occupancy of America (1893)
- On the Relative Antiquity of Ancient Peruvian Burials (American Museum of Natural History, Bulletin, v. 30, 1904)
- Aboriginal myths and traditions concerning the island of Titicaca, Bolivia. (1904)
- The Journey of Alvar Nuñez Cabeza de Vaca... from Florida to the Pacific, 1528-1536 (editor, translated into English by his wife; 1905).
- The Delight Makers, a novel of Pueblo Indian life
- He contributed over 60 articles to the Catholic Encyclopedia